# Ортоарсенат стронция
Ортоарсенат стронция — неорганическое соединение, соль металла стронция и мышьяковой кислоты с формулой Sr3(AsO4)2, бесцветные кристаллы, плохо растворимые в воде.

## Получение
- Реакция растворимых солей стронция и ортоарсената натрия:

{\displaystyle {\mathsf {3SrCl_{2}+2Na_{3}AsO_{4}\ {\xrightarrow {}}\ Sr_{3}(AsO_{4})_{2}\downarrow +6NaCl}}}

## Физические свойства
Ортоарсенат стронция образует бесцветные кристаллы.

## Химические свойства
- При нагревании восстанавливается водородом:

{\displaystyle {\mathsf {Sr_{3}(AsO_{4})_{2}+8H_{2}\ {\xrightarrow {1500-1600^{o}C}}\ Sr_{3}As_{2}+8H_{2}O}}}

## Применение
- В качестве инсекцида.